# Physocephala similis
Physocephala similis är en tvåvingeart som beskrevs av Krober 1915. Physocephala similis ingår i släktet Physocephala och familjen stekelflugor.
Artens utbredningsområde är Kongo. Inga underarter finns listade i Catalogue of Life.